# نقوش صخره‌ای ابدال‌طاقچه‌سی
نقوش صخره‌ای ابدال طاقچه سی مربوط به دوره نوسنگی است و در شهرستان کبودرآهنگ، بخش گل تپه، دهستان گل تپه، جنوب روستای گوزل ابدال واقع شده و این اثر در تاریخ ۷ اسفند ۱۳۸۶ با شمارهٔ ثبت ۲۱۵۸۷ به‌عنوان یکی از آثار ملی ایران به ثبت رسیده است.